# Raimondo Novich Rabionet
Raimondo Novich Rabionet C.M.F., in spagnolo Ramón Novich Rabionet (La Cellera de Ter, 18 aprile 1913 – Barbastro, 13 agosto 1936), è stato un religioso spagnolo, martirizzato a Barbastro durante la Guerra civile spagnola e venerato come beato dalla Chiesa cattolica.

## Biografia
Nacque a La Cellera de Ter in provincia di Gerona, nella comunità autonoma di Catalogna il 18 aprile del 1913. La sua formazione claretiana ebbe inizio nel 1925; la prima tappa la concludeva nel 1930 con la professione religiosa. La seconda, quella del sacerdozio, rimarrà incompiuta. La timidezza o rendeva alquanto balbuziente; in compenso era di intelligenza vivida e l'applicazione allo studio, tenace. 
Nell'agosto del '31 tranquillizzava i suoi genitori circa la sommossa de maggio precedente scrivendo in una lettera: "La nostra è la causa di Dio; di che cosa dobbiamo temere?" Tuttavia, le preoccupazioni non si attenuavano, Nel '32 ebbe notizia che si volevano togliere le croci dal cimitero, e ne rimase molto colpito. "Preghiamo per i persecutori che lottano contro Dio". Nel dicembre de '34 scriveva: "Sono stato ad un pelo dalla morte: A Cervera hanno proclamato lo Stato Catalano e i rivoltosi non sono certo amici dei frati e dei preti..." Ambiva a dedicare il suo apostolato agli operai, ritenendoli bisognosi sotto l'aspetto materiale e spirituale.
Raimondo arrivò al seminario di Barbastro il primo luglio 1936. Il 17 luglio, allo scoppio della guerra civile, il seminario venne assaltato e perquisito dalle milizie anarchiche per cercare delle armi. Insieme alla maggior parte dei confratelli Raimondo venne arrestato e rinchiuso nel salone degli atti accademici della scuola degli Scolopi, che divenne per quasi un mese la loro prigione improvvisata.
Il confratello argentino Pablo Hall, anch'egli seminarista e che fu liberato grazie alla sua nazionalità il 13 agosto, ricevette da Raimondo questa confidenza che provvide a riportare in forma scritta:
Firmò la lettera di offerta alla Congregazione con queste parole:
(Ramón Novich Rabionet, Firma sulla lettera di offerta alla Congregazione)

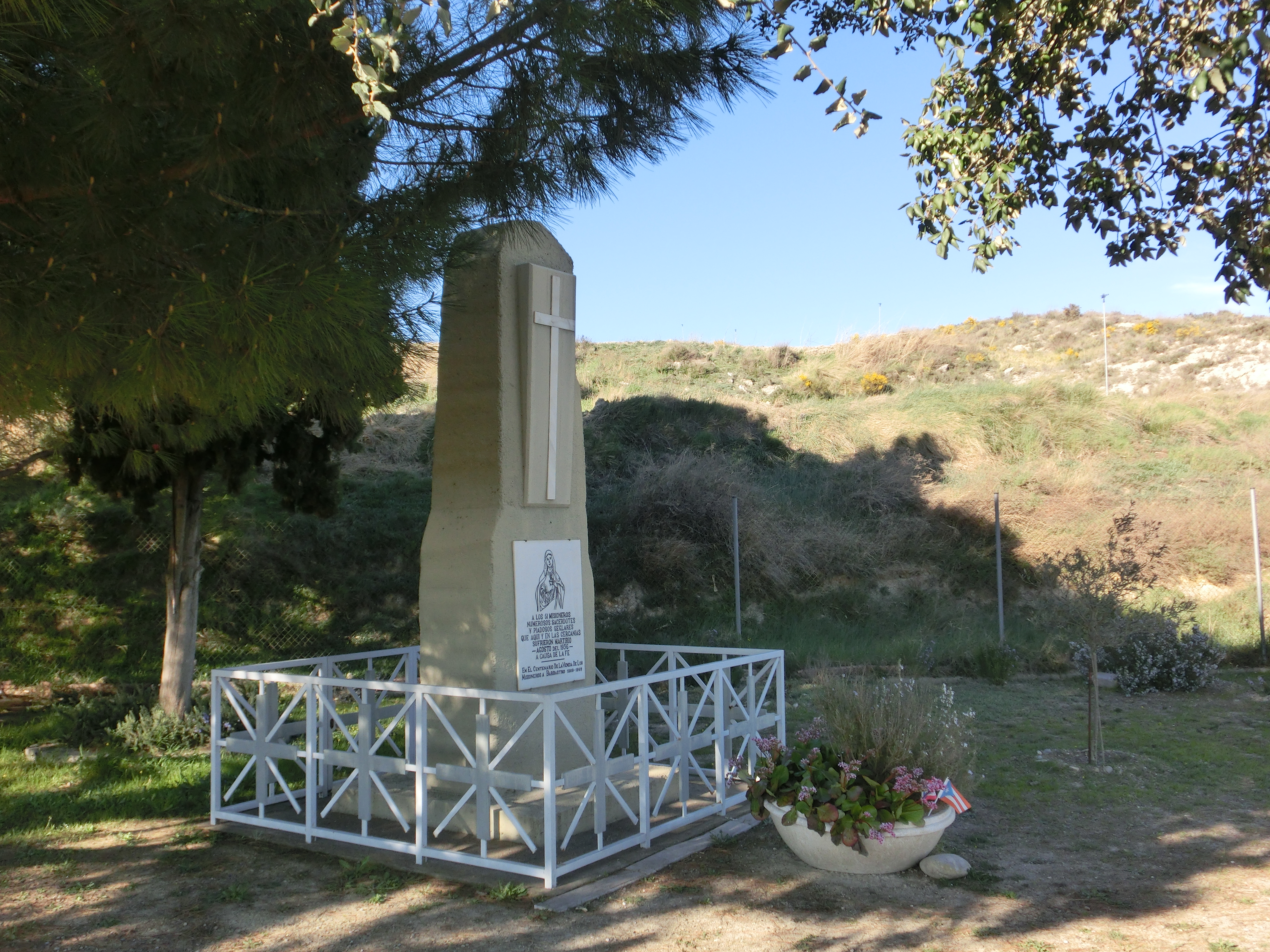
Monumento funebre nel luogo della fucilazione

Insieme a 19 suoi confratelli, Raimondo venne fucilato venti minuti prima dell'una di notte del 13 agosto 1936 sul ciglio di una strada fuori città. I loro corpi sono stati gettati in una fossa comune nel cimitero di Barbastro, ricoperti da calce e da terra.
Nel 2013 è uscito un film sulla vicenda intitolato Un Dio vietato per la regia di Pablo Moreno.

## Culto

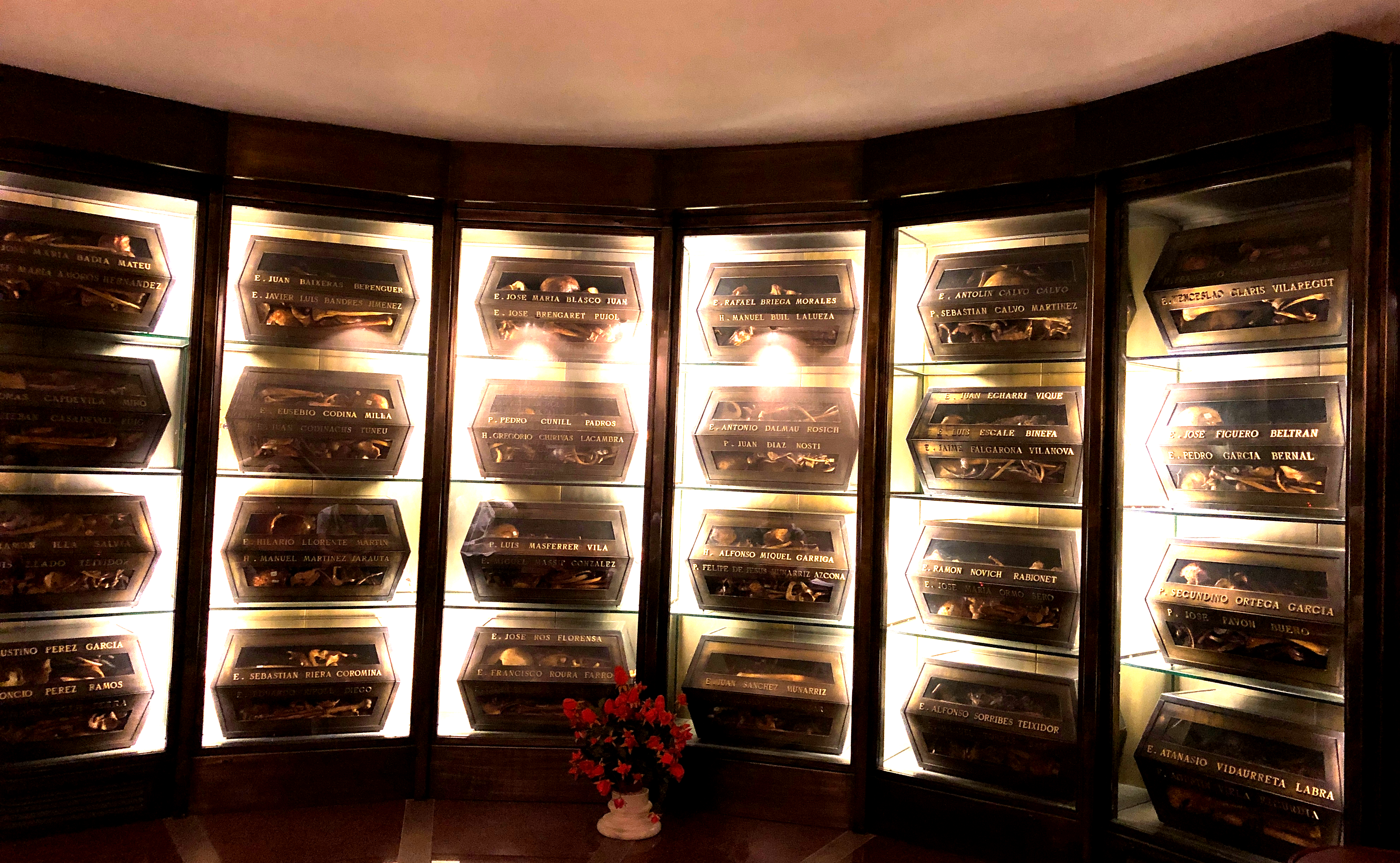
Cripta ubicata sotto all'altare della chiesa annessa al museo dei martiri Claretiani di Barbastro

Dopo la guerra i resti dei martiri furono riesumati dalle fosse comune e, grazie a delle medagliette metalliche cucite sulle loro tonache, è stato possibile risalire ai nomi delle singole persone. I resti sono composti in teche e si possono oggi venerare nella cripta della chiesa annessa al museo.
Il 20 maggio 1947 nella diocesi di Barbastro si aprì il processo informativo circa il martirio che si chiuse il 23 settembre 1949. L’8 febbraio 1961, invece, fu promulgato il Decreto sugli scritti. La dichiarazione di validità del processo, con Decreto del 9 febbraio 1990, portò alla trasmissione della “Positio super martyrio” alla Congregazione delle Cause dei Santi nello stesso anno.
A seguito della riunione della commissione teologica che si tenne il 4 febbraio 1992 e di quella dei cardinali e vescovi della Congregazione si arrivò, il 7 marzo 1992, alla promulgazione del Decreto sul martirio. La beatificazione avvenne a Roma, ad opera di Giovanni Paolo II, il 25 ottobre 1992.
La Chiesa cattolica lo ricorda il 13 agosto.